# The Art of Parties
The Art of Parties är en låt av den brittiska gruppen Japan. Den utgavs som singel i april 1981 och nådde 48:e plats på brittiska singellistan. Albumet Tin Drum utgivet senare samma år innehåller en annan version av låten.

## Utgåvor
UK 7" Virgin Records VS 409
1. The Art of Parties – 3.55
2. Life Without Buildings – 6.40

UK 12" Virgin Records VS 409-12
1. The Art of Parties – 6.41
2. Life Without Buildings – 6.40

Kanada 12" Virgin Records VEP 305
1. The Art of Parties – 6.41
2. The Width of a Room – 3.14
3. Life Without Buildings – 6.40
4. The Experience of Swimming – 4.06

Japan 7" Virgin Record VIPX-1580, Australien 7" VS 409
1. The Art of Parties – 3.54
2. My New Career – 3.52[2]